# Malaka Tengah
Malaka Tengah (Zentralmalaka) ist ein indonesischer Distrikt (Kecamatan) im Süden der Insel Timor. Er gehört zum Regierungsbezirk Malaka der Provinz Ost-Nusa Tenggara.

## Geographie
Malaka Tengah bildet das Zentrum des Regierungsbezirks Malaka führt. Hauptort von Malaka Tengah und dem Regierungsbezirk ist Betun. Bis der Kabupaten Malaka am 14. Dezember 2012 geschaffen wurde, gehörte Malaka Tengah zum Regierungsbezirk Belu.
Wewiku teilt sich in die 17 Desa Barene (1055 Einwohner 2010), Kakaniuk (1467), Bakiruk (2324), Kateri (1327), Wehali (6162), Umanenlawalu (2177), Umakatahan (2418), Naimana (2025), Lawalu (1202), Fahiluka (2142), Kletek (2161), Kamanasa (4599), Upt Harekakae (1664), Barada (698), Bereliku (817), Railor Tahak (802) und Suai (994).

## Einwohner
Die 34.034 Einwohner (2010) sprechen mehrheitlich Tetum Terik, Minderheiten Bunak oder Uab Meto.

## Geschichte
Mit Laran befand sich im Gebiet des heutigen Malaka Tengah das Zentrum des alten Reichs von Wehale.
Antonio Pigafetta, ein Mitglied der Magellanexpedition, besuchte Timor kurz im Jahre 1522. Er berichtet von vier Hauptkönigen auf Timor, die Brüder waren: Oibich, Lichisana, Suai und Canabaza. Oibich war der Oberste der vier. Oibich konnte man Wewiku zuordnen, das in späteren Quellen als Stützpunkt Wehales bezeichnet wird. Suai ist Hauptstadt der heute osttimoresischen Gemeinde Cova Lima und bildete wahrscheinlich mit Camenaça ein Doppelreich. Lichisana wird mit Liquiçá gleichgesetzt. Da Lichisana und Suai-Canabaza Wehale tributpflichtig waren und alle diese Reiche im Zentrum und Osten Timors lagen, wurden sie von den Portugiesen später als Provinz von Belu (auch: Belos oder Behale) zusammengefasst. Eisen war bekannt, aber es war keine Schrift in Gebrauch. Die Bevölkerung betrieb traditionelle, animistische Praktiken.
Am 26. Mai 1641 besiegte der portugiesische Heerführer Francisco Fernandes eine Streitmacht des Liurais von Wehale an der Grenze zu Mena. Die Portugiesen begannen daraufhin unter Fernandes mit einer groß angelegten Militäraktion, um ihre Kontrolle auf das Inselinnere auszuweiten. Die vorangegangene Christianisierung unterstützte die Portugiesen bei ihrem schnellen und brutalen Sieg, da ihr Einfluss auf die Timoresen den Widerstand bereits geschwächt hatte. Fernandes führte den Feldzug mit nur 90 portugiesischen Musketieren durch. Unterstützt wurde er aber von zahlreichen timoresischen Kriegern. Er zog zunächst durch das Gebiet von Sonba’i und eroberte bis 1642 das Königreich Wehale, das als religiöses und politisches Zentrum der Insel galt.
Als 1749 ein portugiesischer Angriff auf die niederländische Besitzung Kupang in einem Desaster endete, brach die portugiesische Herrschaft in Westtimor zusammen. Ein Großteil der regionalen Herrscher schlossen 1756 Verträge mit der niederländischen Ostindien-Kompanie. Darunter auch ein Jacinto Correa, König von Wewiku-Wehale und Großfürst von Belu, der auch im Namen vieler Gebiete im Zentrum Timors den dubiosen Vertrag von Paravicini unterschrieb, darunter auch für Wewiku, das noch immer zur Einflusssphäre Wehales gehörte. Das Gebiet kam zumindest nominell unter niederländische Vorherrschaft. Erst 1906 wurde das Gebiet von Wehale endgültig in die Kolonialstruktur der Niederländer integriert, der lokale Herrscher verblieb.